# Ісковецька сільська рада (Лубенський район)
Ісковецька сільська рада — колишній орган місцевого самоврядування у Лубенському районі Полтавської області з центром у c. Ісківці.

## Населені пункти
Сільраді були підпорядковані населені пункти:
- c. Ісківці
- c. Пулинці

## Населення
Згідно з переписом УРСР 1989 року чисельність наявного населення села становила 1300 осіб, з яких 564 чоловіки та 736 жінок.
За переписом населення України 2001 року в селі мешкало 1200 осіб.

### Мова
Розподіл населення за рідною мовою за даними перепису 2001 року:
| Мова       | Відсоток |
| ---------- | -------- |
| українська | 96,59 %  |
| російська  | 3,08 %   |
| молдовська | 0,17 %   |
| білоруська | 0,08 %   |
| гагаузька  | 0,08 %   |

## Відомі люди
Міщенко Кирило Омелькович ( 11.05.1894 -  13.06.1952 м. Візент-Шалет, Франція) - сотник ( підполковник в еміграції) армії УНР